# Norisbeth Agudo
Norisbeth Agudo, född 22 maj 1992, är en venezuelansk beachvolleybollspelare.
Agudo tävlade tillsammans med Olaya Pérez Pazo i damernas turnering i beachvolleyboll vid olympiska sommarspelen 2016.